# هنري هول (ملاكم بريطاني)
هنري هول (بالإنجليزية: Henry Hall)‏ مواليد 6 سبتمبر 1922، كان ملاكم محترف بريطاني صنّف ضمن فئة وزن الوسط.

## إحصائيات
خاض خلال مسيرته 65 نزالا، فاز في 42 وتعادل في 3 وخسر في 20. فاز بالضربة القاضية في 16 نزالا.

## روابط خارجية
- هنري هول على موقع بوكس ريك (الإنجليزية) (registration required)